# Yulimar Rojas
Yulimar Rojas (Caracas, 1995. október 21. –) olimpiai és világbajnok venezuelai atléta, fő versenyszáma a hármasugrás. 2021-től a hármasugrás világcsúcstartója.
Húga, Yerilda Zapata diszkoszvető.

## Pályafutása
Rojas szerény körülmények között nőtt fel öt testvérével a Puerto La Cruz város széli szegénynegyedében. Gyerekkorában több sportágat is kipróbált, az atlétika mellett röplabdázott is. 2011-ben magasugrásban nyert bajnoki címet az U20-as dél-amerikai bajnokságon. 2013-ban egy napon két U20-as országos csúcsot is megdöntött, magasugrásban 1,87 métert ért el, távolugrásban pedig 6,17 métert. 2014-ben próbálta ki először a hármasugrást és első versenyén 13,57 méteres országos U20-as rekordot állított fel. Sikereinek hatására 2014-ben tudott családjával jobb körülmények közé költözni. Első felnőtt országos rekordjait 2015-ben állította fel, távolugrásban 6,57 métert, hármasugrásban pedig 14,17 métert ugrott.
2015-ben a Facebookon vette fel a kapcsolatot az olimpiai bajnok kubai távolugróval, Iván Pedrosóval és kérte meg, hogy legyen az edzője. Ezután költözött Spanyolországba, Guadalajarába, ahol Pedroso dolgozott. 2016 novembere óta az FC Barcelona atlétika szakosztályának igazolt versenyzője.
Első világbajnoki címét a 2016-os fedett pályás világbajnokságon nyerte hármasugrásban. 2016 júniusában ugrott először 15 méter felett, egy madridi atlétikaversenyt nyert 15,02 méteres teljesítménnyel. Ebben az évben lett olimpiai ezüstérmes 14,98 méteres ugrásával Rióban, a kolumbiai Caterine Ibargüen mögött második helyen végezve. 2017-ben megszerezte első világbajnoki címét szabadtéren is, a kétszeres világbajnoki címvédő Ibargüen eredményét 2 centiméterrel túlugorva.
A 2018-as fedett pályás világbajnokságon újra aranyérmes lett, ezután viszont megsérült a bokája és a szezon hátralévő részét ki kellett hagynia. 2019-es visszatérése után remek formában versenyzett, februárban 14,92 méteres fedett pályás egyéni legjobbját teljesítette, majd a szezonban szabadtéren több 15 méter fölötti ugrást is végrehajtott.
2020 februárjában egy madridi versenyen megdöntötte a fedett pályás hármasugrás 2004 óta fennálló világcsúcsát 15,43 méteres eredményével. Ez volt – a szabadtéri versenyeket is beleszámolva – minden idők második legnagyobb ugrása, egyedül az ukrán Inesza Kravec 1995-ben ugrott szabadtéri világcsúcsa volt jobb ennél. Az év végén a Nemzetközi Atlétikai Szövetség megválasztotta az év női atlétájának.
Spanyolországban kisebb versenyeken távolugrásban is el szokott indulni, a 2021-es tokiói olimpia évében ebben a számban 7,27 métert ugrott, ami a világ azévi legjobb teljesítménye is lehetett volna, de a 2,7 m/s-os hátszél miatt nem tekintik rekordnak. Az olimpián továbbra is csak fő versenyszámában indult és 15,67 méteres ugrással, új világcsúccsal megszerezte az olimpiai bajnoki címet. Ez volt Venezuela harmadik aranyérme az olimpiák történetében, és ő az első női győztes.
A 2022-es fedett pályás világbajnokságon 15,74 méteres ugrásával abszolút világrekordot ért el. Ezen a versenyen minden ugrása 15 méter fölötti volt, a világcsúcsot az utolsó kísérletével ugrotta meg. A 2022-es szabadtéri világbajnokságon tervezte, hogy két számban, a hármasugrás mellett távolugrásban is elindul, de egy héttel az esemény előtt a Nemzetközi Atlétikai Szövetség bejelentette, hogy a távolugrásban a kvalifikációs szintet szabálytalan cipőben teljesítette, ezért nem indulhat abban a számban. Hármasugrásban ismét kiválóan teljesített, 15,47 méteres ugrással harmadszor lett világbajnok.
A 2023-as budapesti világbajnokságon a döntő első körében három kísérlet után közel volt hozzá, hogy kiessen, miután legnagyobb ugrása 14,33 méteresre sikerült, amivel csak a nyolcadik, utolsó továbbjutó helyen állt, a kilencedik helyezettel megegyező eredménnyel, őt csak jobb második legjobb ugrásával előzte meg. Ezután csak rontott kísérletei voltak, utolsó ugrásával azonban 15,08 métert teljesített és 8 centiméterrel megelőzte az első ugrás óta vezető ukrán Marina Beh-Romancsukot. Sorozatban negyedik világbajnoki címét szerezte meg. Ezzel minden idők egyik legjobb női atlétája lett, rajta kívül négy világbajnoki címet csak a súlylökő Valerie Adams és a távolugró Brittney Reese szerzett, valamint Jackie Joyner-Kerseenek van két-két világbajnoki címe távolugrásban és hétpróbában.
2024 áprilisában bejelentette, hogy achilles-ín sérülése miatt nem indul az olimpián.

## Egyéni legjobbjai
Szabadtér
| Versenyszám | Eredmény | Helyszín                | Időpont            |
| ----------- | -------- | ----------------------- | ------------------ |
| Távolugrás  | 6,88 m   | La Nucia, Spanyolország | 2021. június 13.   |
| Hármasugrás | 15,67 m  | Tokió, Japán            | 2021. augusztus 1. |

Fedett pálya
| Versenyszám | Eredmény | Helyszín              | Időpont           |
| ----------- | -------- | --------------------- | ----------------- |
| Távolugrás  | 6,81 m   | Liévin, Franciaország | 2022. február 17. |
| Hármasugrás | 15,74 m  | Belgrád, Szerbia      | 2022. március 20. |